# Caspar Voght
Pour les articles homonymes, voir Voght.
Le baron Caspar von Voght (né le 17 novembre 1752 à Hambourg et décédé le 20 mars 1839 à Hambourg) est un marchand et réformateur social allemand de la ville de Hambourg. En collaboration avec son partenaire d'affaires et ami Georg Heinrich Sieveking, il a dirigé l'une des plus grandes sociétés de négoce de Hambourg au cours de la seconde moitié du 18e siècle. Sur de nombreux voyages commerciaux, il a traversé tout le continent européen. L'une de ses plus grandes réalisations a été la réforme du système de bien-être de Hambourg. À partir de 1785, il se consacre au renforcement des projets agricoles et horticoles et construit à Flottbek, près des portes de Hambourg, une communauté agricole modèle.